# Split (Unix)
split est une commande Unix permettant de séparer un fichier en plusieurs, en définissant leur taille.

## Exemple
Pour créer des fichiers de 50 Mo :
```
 
split
 
-b50m
 
fichier
 
partie

```

Les résultats s’appelleront partieaa, partieab, partieac, ...